# Klein-Gordon-ligningen
Klein-Gordon-ligningen er en relativistisk ligning inden for kvantemekanik og kvantefeltteori. Da ligningen giver ufysiske resultater medmindre den beskriver et felt, er den et af argumenterne for nødvendigheden af kvantefeltteori.
| Fysik | Spire Denne artikel om fysik er en spire som bør udbygges. Du er velkommen til at hjælpe Wikipedia ved at udvide den. |